# Morti nel 1972/Marzo
| Questa pagina contiene informazioni ricavate automaticamente dalle voci biografiche con l'ausilio del template Bio e di un bot. L'aggiornamento è periodico e automatico e ricostruisce completamente la pagina. Se manca una persona in questa lista, sei pregato di non aggiungerla, ma accertati piuttosto che la sua voce biografica contenga il template Bio e che i dati anagrafici siano correttamente compilati. Se il template Bio manca, inseriscilo tu stesso o, in alternativa, metti l'avviso {{tmp\|Bio}} che ne segnala la mancanza. Se i dati riportati sono sbagliati, correggi direttamente la voce biografica; le modifiche saranno visibili in questa lista entro pochi giorni. Per chiarimenti vedi il progetto biografie. La lista contiene solo le 76 persone che sono citate nell'enciclopedia e per le quali è stato implementato correttamente il template Bio. Pagina aggiornata al 3 mar 2024. |

- 1º marzo - Settimo Gastaldi, calciatore italiano (n. 1910)
- 1º marzo - Arnold Kegel, ginecologo statunitense (n. 1894)
- 1º marzo - Violet Trefusis, scrittrice e filantropa britannica (n. 1894)
- 1º marzo - Antonio Viscardi, filologo e critico letterario italiano (n. 1900)
- 2 marzo - Robert Andersson, pallanuotista, nuotatore e tuffatore svedese (n. 1886)
- 2 marzo - Achille Bacher, fondista italiano (n. 1900)
- 2 marzo - Nasir Kazmi, poeta pakistano (n. 1925)
- 2 marzo - Tat'jana Nikolaevna Lukaševič, regista cinematografica sovietica (n. 1905)
- 2 marzo - Erna Sack, cantante lirica tedesca (n. 1898)
- 3 marzo - Pavel Komarov, calciatore sovietico (n. 1913)
- 3 marzo - Harold Young, regista e montatore statunitense (n. 1897)
- 4 marzo - Rutilio Baldoni, calciatore italiano (n. 1918)
- 4 marzo - Jaroslavas Citavičius, calciatore e allenatore di calcio lituano (n. 1907)
- 4 marzo - Maurice Diot, ciclista su strada francese (n. 1922)
- 4 marzo - Luba Mirella, soprano italiano (n. 1894)
- 5 marzo - Jimmy Douglas, calciatore statunitense (n. 1898)
- 7 marzo - Otto Jírovec, biologo ceco (n. 1907)
- 8 marzo - Erich von dem Bach-Zelewski, generale tedesco (n. 1899)
- 8 marzo - Ernie Callaghan, calciatore inglese (n. 1907)
- 8 marzo - Robert Dinesen, attore e regista danese (n. 1874)
- 9 marzo - Manrico Berti, calciatore italiano (n. 1901)
- 9 marzo - Victor Denis, calciatore francese (n. 1889)
- 9 marzo - Arsen Mek'ok'ishvili, lottatore sovietico (n. 1912)
- 10 marzo - Enzo Nenci, scultore e disegnatore italiano (n. 1903)
- 11 marzo - Fredric Brown, scrittore statunitense (n. 1906)
- 11 marzo - Luigi Miraglia, ammiraglio e politico italiano (n. 1876)
- 11 marzo - John Spencer-Churchill, X duca di Marlborough, nobile britannico (n. 1897)
- 12 marzo - Vasilij Grigor'evič Fesenkov, astrofisico sovietico (n. 1889)
- 12 marzo - Feodora di Sassonia-Meiningen, nobile (n. 1890)
- 13 marzo - Len Ford, giocatore di football americano e cestista statunitense (n. 1926)
- 14 marzo - Norman Cohn-Armitage, schermidore statunitense (n. 1907)
- 14 marzo - Giangiacomo Feltrinelli, editore e attivista italiano (n. 1926)
- 15 marzo - Giulio De Marchi, ingegnere italiano (n. 1890)
- 15 marzo - Dorothy D. Houghton, attivista statunitense (n. 1890)
- 16 marzo - Pie Traynor, giocatore di baseball e allenatore di baseball statunitense (n. 1898)
- 17 marzo - Sam Greller, pallanuotista statunitense (n. 1905)
- 17 marzo - Anton Olsen, calciatore danese (n. 1889)
- 17 marzo - Helmuth Schneider, attore tedesco (n. 1920)
- 18 marzo - Nicolò Carandini, politico e imprenditore italiano (n. 1895)
- 18 marzo - Louis Denfeld, ammiraglio statunitense (n. 1891)
- 19 marzo - Roberto Crippa, pittore, scultore e aviatore italiano (n. 1921)
- 19 marzo - Fred Grinham, pistard statunitense (n. 1881)
- 20 marzo - Peter Marius Andersen, calciatore danese (n. 1885)
- 20 marzo - Filippo Barattolo, politico italiano (n. 1907)
- 20 marzo - Giuseppe Casillo, paroliere, poeta e scrittore italiano (n. 1916)
- 20 marzo - Gerard Bosch van Drakestein, pistard olandese (n. 1887)
- 20 marzo - Giovanni Guerrini, architetto, pittore e incisore italiano (n. 1887)
- 20 marzo - Georgij Lisicyn, scacchista sovietico (n. 1909)
- 20 marzo - Marilyn Maxwell, attrice statunitense (n. 1920)
- 20 marzo - Antonio Vico Camarero, attore spagnolo (n. 1903)
- 21 marzo - Raymond de Roover, storico belga (n. 1904)
- 23 marzo - Cristóbal Balenciaga, stilista spagnolo (n. 1895)
- 24 marzo - Stefano Cairola, gallerista, mercante d'arte e critico d'arte italiano (n. 1897)
- 24 marzo - Milko Kos, storico sloveno (n. 1892)
- 26 marzo - Xie Fuzhi, politico e militare cinese (n. 1909)
- 27 marzo - Maurits Cornelis Escher, incisore olandese (n. 1898)
- 27 marzo - Frank Ludlow, ufficiale e naturalista britannico (n. 1885)
- 27 marzo - Lorenzo Wright, velocista e lunghista statunitense (n. 1926)
- 27 marzo - Mariano da Torino, presbitero, conduttore radiofonico e conduttore televisivo italiano (n. 1906)
- 28 marzo - Kurt Baluses, allenatore di calcio e calciatore tedesco occidentale (n. 1914)
- 28 marzo - Joseph Paul-Boncour, politico francese (n. 1873)
- 28 marzo - Arnaldo Piccinini, imprenditore e banchiere italiano (n. 1915)
- 28 marzo - Bruno Pollazzi, dirigente sportivo italiano (n. 1888)
- 29 marzo - Antonio Bevilacqua, ciclista su strada e pistard italiano (n. 1918)
- 29 marzo - Carlo Ludovico Bompiani, pittore italiano (n. 1902)
- 29 marzo - Ludvig Dam, nuotatore danese (n. 1884)
- 29 marzo - Hal Roach Jr., regista e produttore cinematografico statunitense (n. 1918)
- 30 marzo - August Franzen, presbitero tedesco (n. 1912)
- 30 marzo - Giorgio Piccitto, glottologo e lessicografo italiano (n. 1916)
- 30 marzo - Peter Whitney, attore statunitense (n. 1916)
- 31 marzo - Chiaffredo Belliardi, politico e partigiano italiano (n. 1895)
- 31 marzo - Edward Aloysius Fitzgerald, vescovo cattolico statunitense (n. 1893)
- 31 marzo - Jack Hill, calciatore e allenatore di calcio inglese (n. 1897)
- 31 marzo - Ramón Iglesias i Navarri, vescovo cattolico spagnolo (n. 1889)
- 31 marzo - Meena Kumari, attrice e poetessa indiana (n. 1933)
- 31 marzo - Hana Mašková, pattinatrice artistica su ghiaccio cecoslovacca (n. 1949)